# Volckerinckhove
Volckerinckhove là một xã của tỉnh Nord, thuộc vùng Hauts-de-France, miền bắc nước Pháp.

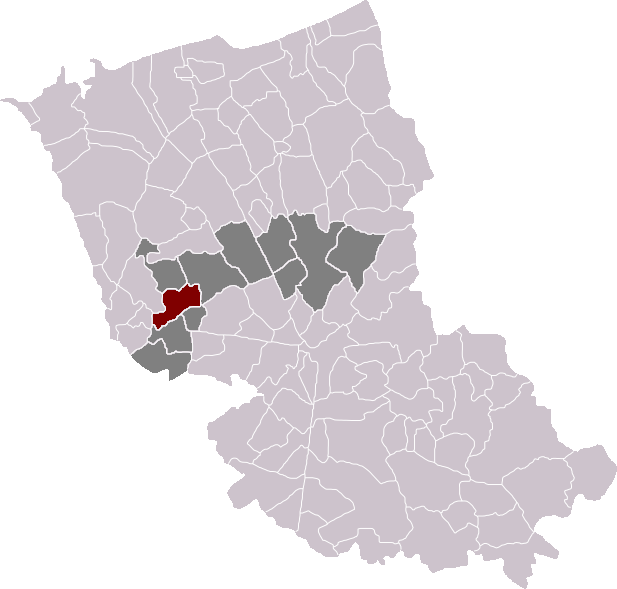
Volckerinckhove location in arrondissement of Dunkirk và canton of Wormhout